# Samuel Frederick Gray

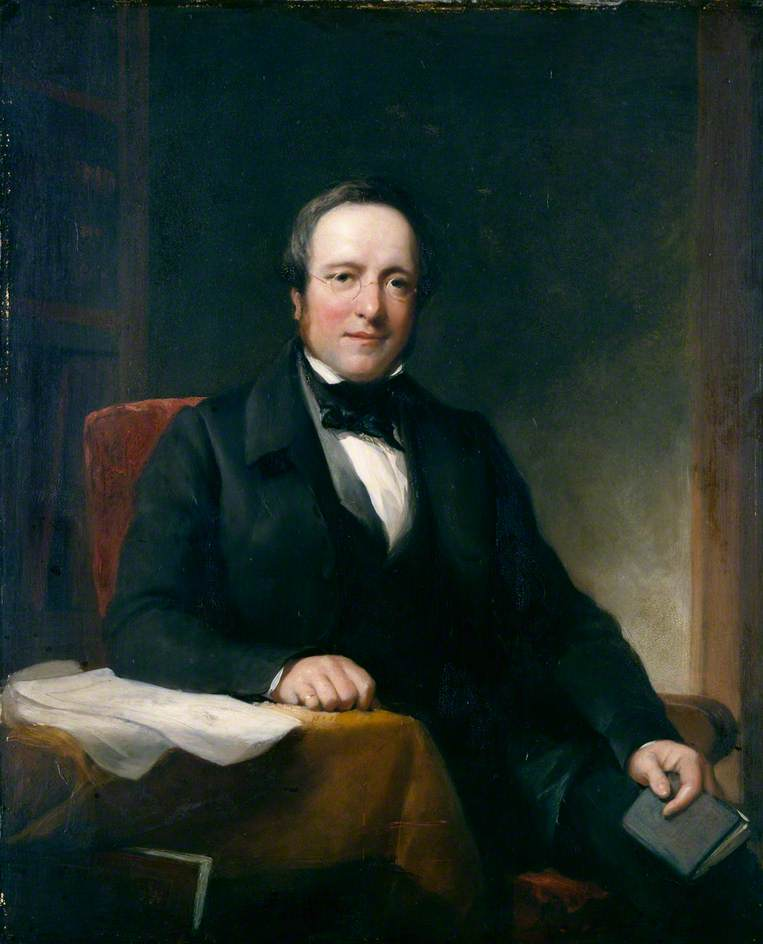

Samuel Frederick Gray (Londen, 10 december 1766 — Chelsea, 2 april 1828) was een Britse botanicus, zoöloog en farmacoloog. Zijn officiële botanische auteursafkorting is "Gray".
Gray werkte van 1797 tot 1800 als farmacoloog in Walsall. Later verhuisde hij naar Londen om daar botanie te doceren. Hij schreef onder andere uitgebreide werken over schelpen en geneesmiddelen.
Hij was de vader van twee prominente natuurwetenschappers: John Edward Gray (1800–1875) en George Robert Gray (1808–1872).

## Werk
- A supplement to the pharmacopoeias. Underwoods, Longman & Rees, London 1818–47 (postum)
- A new and improved Ed. Underwood, London 1821
- 3. ed. Underwood, London 1824
- 5. ed. Underwood, London 1831
- A natural arrangement of British plants. Baldwin, Cradock & Joy, London 1821 (2 Bde.)
- The elements of pharmacy and of the chemical history of the materia medica. London 1823
- The operative chemist. Hurst & Chance, London 1828–31 (postum)
- Traité pratique de chimie appliquée aux arts et manufactures, a l'hygiène et a l'économie domestique. Anselin, Paris 1828/29 (postum)
- The chemistry of the arts. Carey & Lea, Philadelphia 1830 (postum)